# 摩爾曼斯克
摩爾曼斯克（俄语：Мурманск，羅馬化：Murmansk，發音：[ˈmurmənsk]）是俄羅斯摩爾曼斯克州首府，坐落於該國西北部，離挪威及芬蘭不遠。是北極圈內最大的城市。由於洋流的關係，港口終年不凍，所以在二战時期盟軍及蘇軍一直保護此港，令駐守在挪威的納粹德軍及芬軍無法觸及。

## 歷史
摩爾曼斯克是俄羅斯帝國建立的最後一座城市。1915年，由於第一次世界大戰的需求，修建了從彼得羅扎沃茨克到俄羅斯北極地區摩爾曼海岸的無冰地點的鐵路，俄羅斯的盟國向那裡運送軍事物資。 該終點站被稱為摩爾曼站，並很快擁有一個港口、一個海軍基地和一個鄰近的定居點，人口迅速增長並很快超過了附近的亞歷山德羅夫斯克和科拉鎮。
1916年7月12日，俄羅斯交通部長亞歷山大·特列波夫請求給予鐵路定居點城市地位。1916年7月19日，請願書獲得批准，該鎮被命名為摩爾曼河畔羅曼諾夫（Рома́нов-на-Му́рмане，羅馬化：Romanov-na-Murmane），以俄羅斯帝國的罗曼诺夫王朝命名。1916年10月4日，舉行了正式儀式，現在該日期被認為是該市成立的正式日期。 1917年二月革命後，該鎮獲得了現在的名稱。
1917年冬天，由托馬斯·坎普少將率領的英国北俄羅斯中隊在摩爾曼斯克成立。
1918年到1920年，俄羅斯內戰期間，該鎮被在第一次世界大戰中結盟的西方列強和白軍統治。
1926年2月13日，在摩爾曼斯克市蘇維埃全體會議期間，摩爾曼斯克市首次組織地方自治政府，選舉了主席團。在此之前，這座城市由亞歷山德羅夫斯基扎沃德區當局和後來的摩爾曼斯克省當局管理。1927年8月1日，全俄中央執行委員會（VTsIK）發布了“關於建立列寧格勒州”和“關於列寧格勒州各州的邊界和組成”的兩項決議，將摩爾曼斯克省改為摩爾曼斯克州。在列寧格勒州內，並讓摩爾曼斯克成為摩爾曼斯克州的行政中心。
1934 年，摩爾曼斯克州執行委員會制定了一項重新劃分區域的提案，其中包括通過將北部、南部和西部的周邊地區合併到摩爾曼斯克來擴大城市的計劃。雖然這個計劃沒有得到列寧格勒州執行委員會的確認，但在 1935 年至 1937 年期間，科爾斯基和波利亞爾尼地區的幾個農村地區無論如何都併入了摩爾曼斯克。
根據列宁格勒州執行委員會主席團1935年2月26日的決議，波利亞爾尼區的行政中心從波利亞爾內耶佐里遷至賽達古巴。然而，該決議的規定並未完全執行，由於波利亞爾諾耶的軍事建設，行政中心於1935年初遷至摩爾曼斯克。除了作為摩爾曼斯克州的行政中心外，摩爾曼斯克還繼續擔任波利亞爾尼區的行政中心，直到1938年9月11日。1938年2月10日，當VTsIK通過了一項改變摩爾曼斯克州行政區域結構的決議時，摩爾曼斯克市成為該州的一個單獨的行政區劃，其地位與地區相同。當摩爾曼斯克區於1938年5月28日轉變為摩爾曼斯克州時，這一地位得以保留。德國人得到了使用港口的承諾，他們在1922年至1941年間將其稱為Norwegenhafen，用於運輸貨物和原材料。
在第二次世界大战期間，摩爾曼斯克是蘇聯與西方世界的紐帶，擁有大量對與盟軍進行的軍事交易很重要的商品：主要是將軍事裝備、製成品和原材料帶入蘇聯。物資被北極車隊運送到城市。
攻克摩爾曼斯克也是德軍銀狐作戰的一部分，芬蘭境內的德軍於1941年對該市發動了進攻。摩爾曼斯克遭受了廣泛的破壞，其規模可與列寧格勒和斯大林格勒的破壞相比。然而，蘇聯的激烈抵抗和惡劣的地形條件使德國人無法佔領這座城市並切斷重要的卡累利阿鐵路線和不結冰的海港。
二戰期間，納粹德國轟炸機襲擊了這座城市792次。
在二戰的剩餘時間裡，摩爾曼斯克作為武器和其他物資從其他盟國進入蘇聯的中轉站。1985年5月6日，摩爾曼斯克正式被指定為英雄城市，以紀念戰勝德國人40週年。在冷戰期間，摩爾曼斯克是蘇聯潛艇和破冰船活動的中心。蘇聯解體後，附近的北莫爾斯克市和海軍基地仍然是俄羅斯北方艦隊的總部。
1974年，一尊35.5米（116英尺）高的阿遼沙雕像被安裝在7米（23英尺）高的地基上，描繪了一名蘇聯二戰士兵。1984年，北極酒店（現稱為摩爾曼斯克阿茲慕酒店）開業，成為北極圈以內最高的建築。
2015年1月1日，摩爾曼斯克的領土擴大，原由北莫爾斯克封閉的行政區劃管轄的城市型定居點羅斯利亞科沃被廢除，其領土併入摩爾曼斯克。

## 气候
由于受北大西洋暖流影响，比同纬度城市气候要暖和。
| 莫曼斯克 (1961-1990)       | 莫曼斯克 (1961-1990) | 莫曼斯克 (1961-1990) | 莫曼斯克 (1961-1990) | 莫曼斯克 (1961-1990) | 莫曼斯克 (1961-1990) | 莫曼斯克 (1961-1990) | 莫曼斯克 (1961-1990) | 莫曼斯克 (1961-1990) | 莫曼斯克 (1961-1990) | 莫曼斯克 (1961-1990) | 莫曼斯克 (1961-1990) | 莫曼斯克 (1961-1990) | 莫曼斯克 (1961-1990) |
| 月份                       | 1月                  | 2月                  | 3月                  | 4月                  | 5月                  | 6月                  | 7月                  | 8月                  | 9月                  | 10月                 | 11月                 | 12月                 | 全年                 |
| -------------------------- | -------------------- | -------------------- | -------------------- | -------------------- | -------------------- | -------------------- | -------------------- | -------------------- | -------------------- | -------------------- | -------------------- | -------------------- | -------------------- |
| 平均高温 °C（°F）          | −7.8 (18.0)          | −7.7 (18.1)          | −3.2 (26.2)          | 1.7 (35.1)           | 7.3 (45.1)           | 13.9 (57.0)          | 17.2 (63.0)          | 14.7 (58.5)          | 9.5 (49.1)           | 3.0 (37.4)           | −2.4 (27.7)          | −6.0 (21.2)          | 3.4 (38.0)           |
| 平均低温 °C（°F）          | −14.5 (5.9)          | −14.1 (6.6)          | −9.7 (14.5)          | −4.6 (23.7)          | 0.7 (33.3)           | 5.6 (42.1)           | 9.0 (48.2)           | 7.8 (46.0)           | 4.3 (39.7)           | −1.1 (30.0)          | −7.6 (18.3)          | −12.2 (10.0)         | −3.0 (26.5)          |
| 平均降水量 mm（）          | 32 (1.3)             | 22 (0.9)             | 19 (0.7)             | 20 (0.8)             | 30 (1.2)             | 54 (2.1)             | 61 (2.4)             | 66 (2.6)             | 53 (2.1)             | 44 (1.7)             | 42 (1.7)             | 37 (1.5)             | 480 (19)             |
| 来源：Гидрометцентр России |                      |                      |                      |                      |                      |                      |                      |                      |                      |                      |                      |                      |                      |

## 其他
摩爾曼斯克是俄羅斯北方艦隊的一個基地。

## 港口
北部港口北摩尔曼斯克为俄罗斯最重要核潜艇基地，受北大西洋暖流作用，该港是俄为数不多终年不冻港，亦为北方舰队司令部。

## 姐妹城市
- 波蘭什切青
- 瑞典呂勒奧
- 挪威特羅姆瑟
- 挪威瓦德瑟
- 白俄羅斯明斯克
- 美国傑克遜維爾
- 芬兰羅瓦涅米
- 冰島阿克雷里
- 荷蘭格羅寧根
- 土耳其阿拉尼亞
- 中国哈爾濱

## 註解
1. ↑  The Moscow Times. It's Always Colder in Murmansk （页面存档备份，存于）, May 20, 2012
2. 1 2  Administrative-Territorial Division of Murmansk Oblast, p. 24
3. ↑  Hill, Alexander. . The Journal of Slavic Military Studies. 2007, 20 (3): 359–392. S2CID 145005700. doi:10.1080/13518040701532958.